# Taxodium ascendens

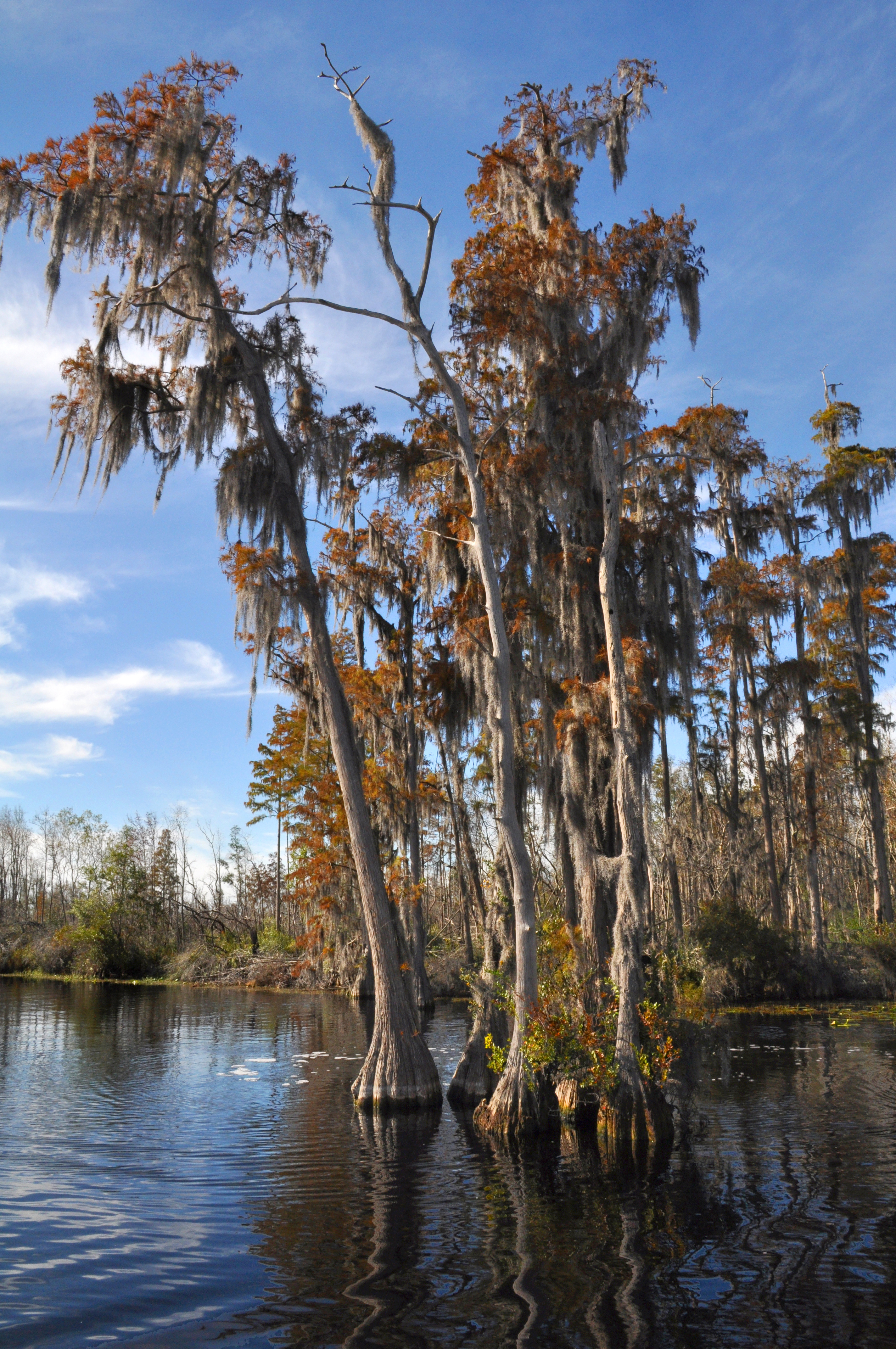
T. ascendens numa lagoa de águas negras no Okefenokee Swamp (Georgia).

Taxodium ascendens, conhecido pelo nome comum de cipreste-dos-pântanos, é uma espécie de coníferas decíduas da família das Cupressaceae originária do sudeste dos Estados Unidos, desde as costas da Carolina do Norte ao sudeste da Luisiana. A espécie não se encontra ameaçada. A espécie predomina nos habitats conhecidos por domos de ciprestes (em inglês: cypress domes).

## Descrição
Taxodium ascendens é uma conífera decídua do género Taxodium, nativa da América do Norte, que atinge em média 15–18 m de altura.
Comparado com T. distichum, as folhas são mais curtas (3–10 mm de comprimento), mais finas e as hastes tendem a ser mais eretas; o cone também é menor, não ultrapassando os 25 mm de diâmetro. A casca é de coloração cinza claro. Como o cipreste-calvo, esta espécie cresce em solos encharcados e inundados, apresentando um crescimento peculiar, chamado joelhos de cipreste, que dá origem a projeções radiculares lenhosas sob a água.
Muitos botânicos tratam esta espécie como uma variedade do cipreste-calvo, Taxodium distichum (como T. distichum  var. imbricarium ) em vez de como uma espécie diferente. Contudo, o táxon  difere em ecologia, sendo mais comum em rios lamacentos, lagoas e pântanos sem depósitos de siltosos.
A longevidade máxima desta planta é estimada em 1000 anos. Contudo, este número pode estar subestimado, pois um espécime conhecido pelo nome de The Senator, até recentemente a crescer em Longwood, no Big Tree Park da Flórida, tinha uma idade estimada em mais de 3 400 anos.

## Habitat e distribuição
Taxodium ascendens ocorre naturalmente em lagoas rasas, margens de lagos, pântanos e pântanos. Prefere solos húmidos, mal drenados e ácidos, a uma altitude de 0–30 m acima do nível do mar.
A espécie é nativa do sudeste dos Estados Unidos, com distribuição natural que se estende desde o sudeste da Virgínia ao sudeste da Louisiana e ao sul da Flórida, exceto nas Florida Keys.
Indivíduos atrofiados destas espécie são notáveis na savana de ciprestes anões do Parque Nacional Everglades.

## Galeria

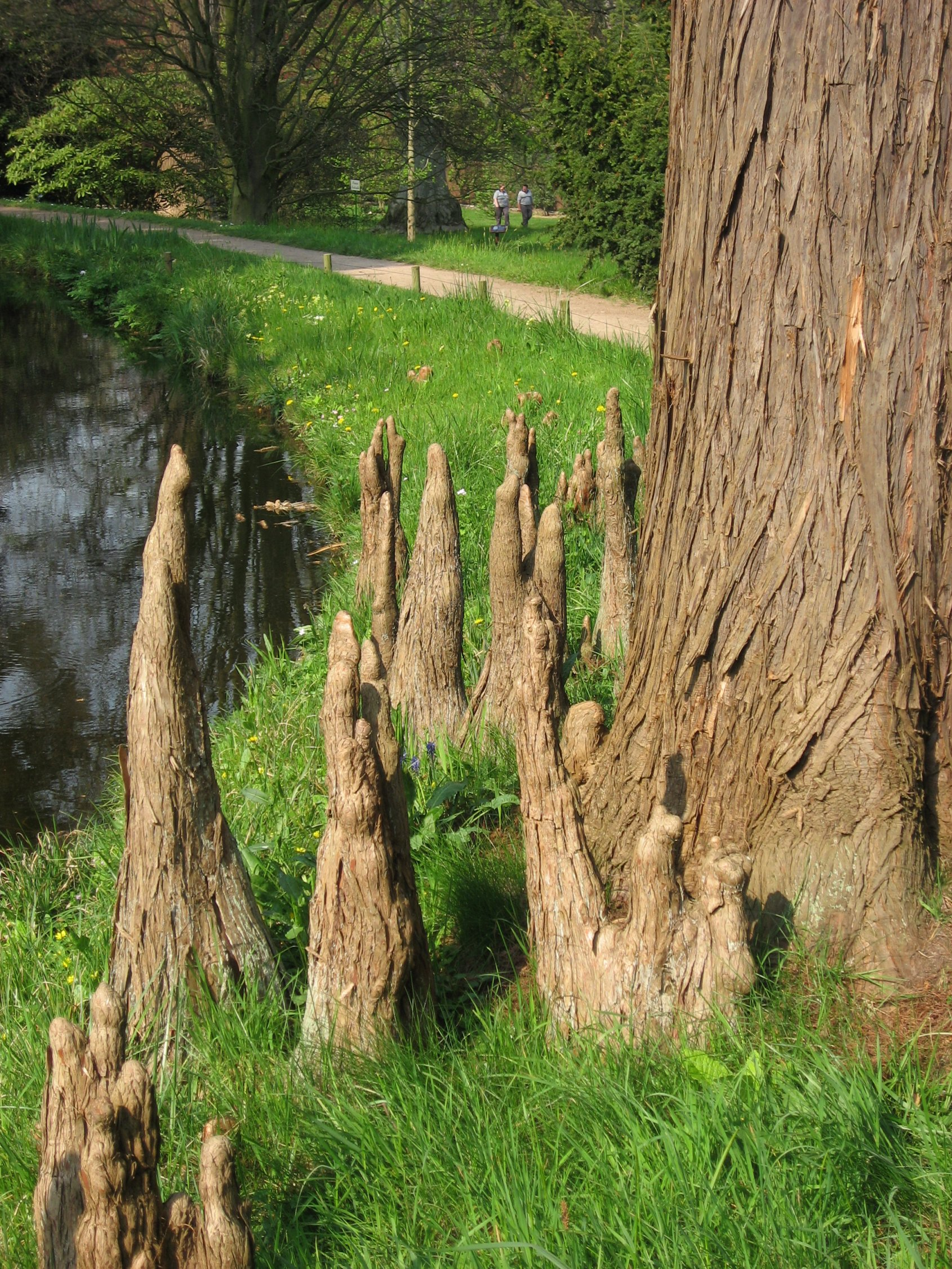
Pneumatóforos (joelhos de cipreste).
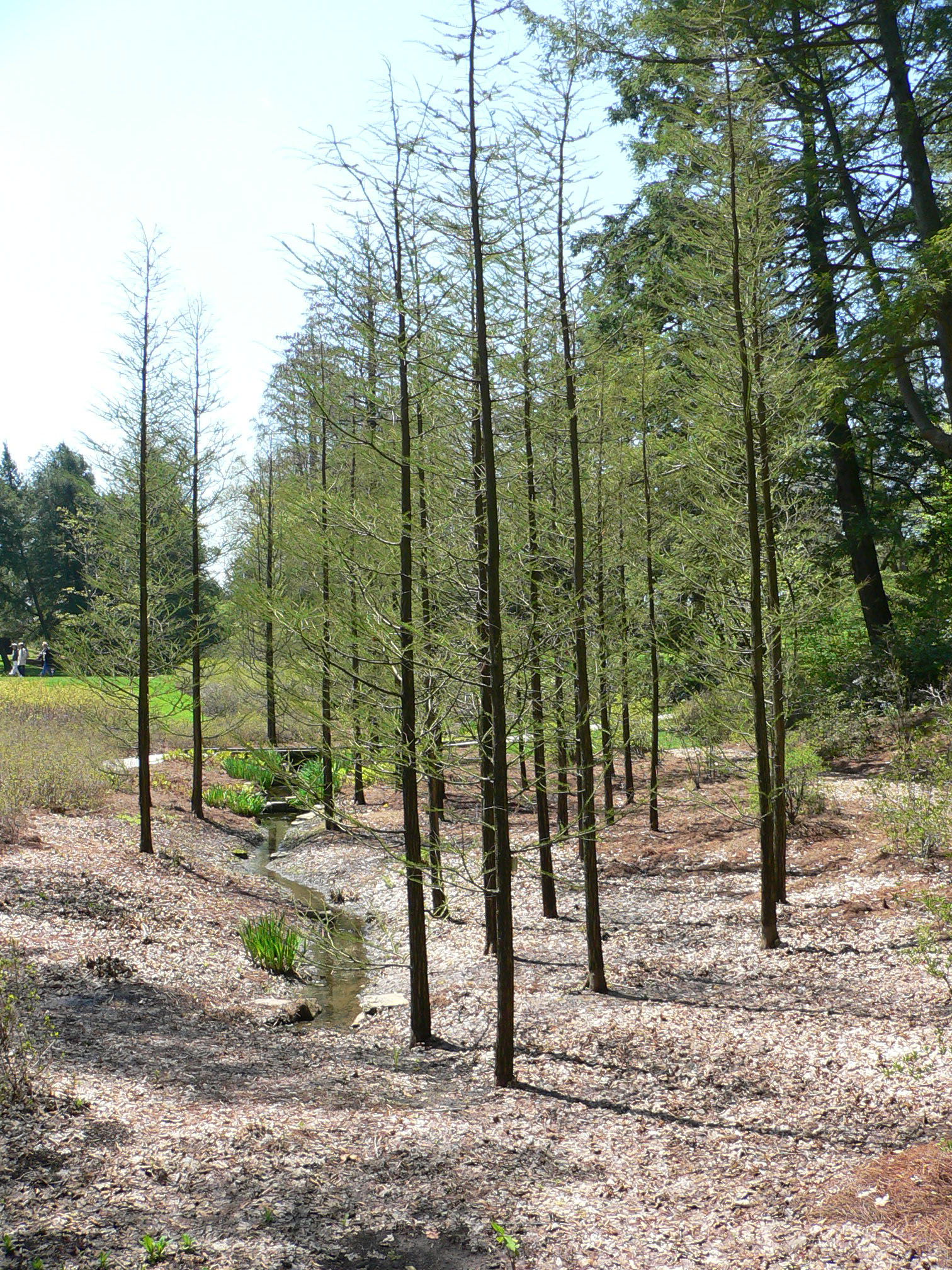
Árvores cultivados juvenis (Longwood Gardens).
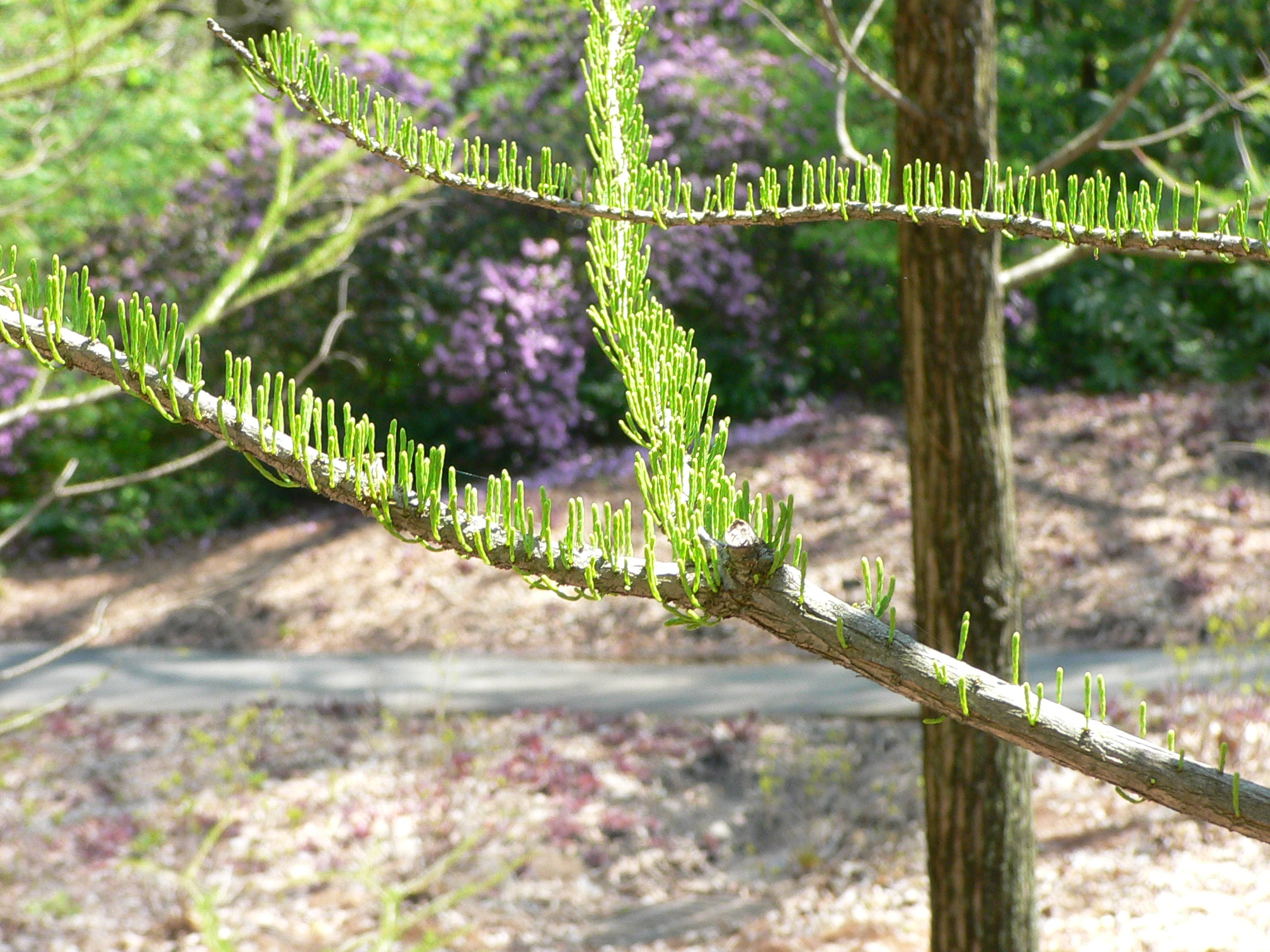
Folhagem primaveril (Longwood Gardens).